# Паршин, Николай Иванович (Герой Советского Союза)
Николай Иванович Паршин (1923—1945) — лейтенант Рабоче-крестьянской Красной Армии, участник Великой Отечественной войны, Герой Советского Союза (1944).

## Биография
Николай Паршин родился 3 сентября 1923 года в селе Вознесенское (ныне — Порецкий район Чувашии). После окончания средней школы работал в колхозе. В мае 1942 года Паршин был призван на службу в Рабоче-крестьянскую Красную Армию. С сентября того же года — на фронтах Великой Отечественной войны. Окончил курсы младших лейтенантов. В боях был ранен.
К марту 1944 года гвардии лейтенант Николай Паршин командовал взводом автоматчиков 15-й мотострелковой бригады 16-го танкового корпуса 2-й танковой армии 2-го Украинского фронта. Отличился во время форсирования Днестра. 17 марта 1944 года взвод Паршина в числе первых переправился через Днестр и принял активное участие в боях за захват и удержание плацдарма на его берегу, продержавшись до переправы основных сил бригады. В тех боях Паршин лично захватил в плен 3 солдат противника.
Указом Президиума Верховного Совета СССР от 13 сентября 1944 года за «мужество и героизм, проявленные при форсировании Днестра» гвардии лейтенант Николай Паршин был удостоен высокого звания Героя Советского Союза с вручением ордена Ленина и медали «Золотая Звезда» за номером 5108.
30 апреля 1945 года Паршин погиб в боях за Берлин. Похоронен в Берлине.
Был также награждён орденом Красной Звезды.